# This Is Us
«This Is Us» — музичний альбом гурту Backstreet Boys. Виданий 30 вересня 2009 року лейблом Jive. У США альбом дебютував на дев'ятій сходинці хіт-параду Billboard 200 з продажами 42 тис. екземплярів у перший тиждень, в Канаді «This Is Us» посів 3 місце з продажами 9 тис. екземплярів. Пісня «Masquerade» була в широкій ротації на російських радіостанціях і піднялася на 62 сходинку в хіт-параді TopHit 100. Через 2 місяці після випуску альбом став платиновим в Японії.

## Список пісень
1. Straight Through My Heart (Main Version)
2. Bigger
3. Bye Bye Love
4. All Of Your Life (You Need Love)
5. If I Knew Then
6. This Is Us
7. PDA (Public Display of Affection)
8. Masquerade
9. She's A Dream
10. Shattered
11. Undone
12. International Luv
13. Straight Through My Heart (Jason Nevins Mixshow Remix)

## Хіт-паради
| Країна                              | Найвища позиція | Примітка |
| ----------------------------------- | --------------- | -------- |
| Японія                              | 2               | [ 4 ]    |
| Мексика                             | 12              | [ 5 ]    |
| Італія                              | 21              | [ 6 ]    |
| Тайвань                             | 1               | [ 7 ]    |
| Австралія                           | 35              | [ 8 ]    |
| Ірландія                            | 24              | [ 9 ]    |
| Швеція                              | 17              | [ 10 ]   |
| Хорватія                            | 29              | [ 11 ]   |
| Нідерланди                          | 5               | [ 12 ]   |
| Бельгія                             | 27              | [ 13 ]   |
| Португалія                          | 17              | [ 14 ]   |
| Європа (Billboard European Hot 100) | 11              | [ 15 ]   |
| Австрія                             | 47              | [ 16 ]   |
| Данія                               | 31              | [ 17 ]   |
| Велика Британія                     | 39              | [ 18 ]   |
| Фінляндія                           | 24              | [ 19 ]   |
| Іспанія                             | 5               | [ 20 ]   |
| Бразилія                            | 9               | [ 21 ]   |
| Швейцарія                           | 9               | [ 22 ]   |
| Канада                              | 3               | [ 23 ]   |
| Німеччина                           | 10              | [ 24 ]   |
| США (Billboard 200)                 | 9               | [ 25 ]   |
| США (Billboard Digital Albums)      | 9               | [ 26 ]   |